# Final Doom
A Final Doom egy FPS videójáték, amely a Doom II: Hell on Earth szereplőit és tárgyait használja. Két-két 32 pályás WAD fájlt tartalmaz, a The Plutonia Experiment-et a Casali testvérektől és a TNT: Evilution-t a TeamTNT-től.
1996 júniusában terjesztették el, mint hivatalos id Software termék PC-re, Macintosh-ra és PlayStationre. Az utóbbinál a Master Levels for Doom II és a Final Doom pályáiból csináltak egy játékot és úgy adták ki. Később a Final Doom-ot kiadták Xbox 360-ra is az Xbox Live Arcade által.

### Hivatalos oldalak
- Hivatalos oldal (angolul)
- TeamTNT (angolul)
- The Plutonia Experiment (angolul)

### Egyebek
- Doom Wiki (angolul)
- Final Doom PDF (angolul)
- PlanetDoom.com (angolul)
- MobyGames (angolul)
- Dario Casali interjú a Doomworld.com-on (angolul)
- PC és Playstation összehasonlítás a ClassicDoom.com-on (angolul)